# Cserháthaláp
Cserháthaláp là một thị trấn thuộc hạt Nógrád, Hungary. Thị trấn này có diện tích 10,47 km², dân số năm 2010 là 355 người, mật độ 34 người/km².